# Ida Basilier-Magelssen
Ida Basilier-Magelssen, née le 10 septembre 1846 à Uleaborg, morte le 23 mai 1928 à Hegra, est une cantatrice (soprano) finlandaise, qui chanta à la fois dans des concerts de musique et des opéras. Après une période d'activité avec l'Opéra royal de Suède à Stockholm, elle retourna à Helsinki où elle fut particulièrement active en 1876 et 1877, chantant dans 12 opéras différents pour un total de 110 représentations au théâtre finlandais. Elle a également tourné en Allemagne, en France, en Russie et en Grande-Bretagne,,,.

## Biographie

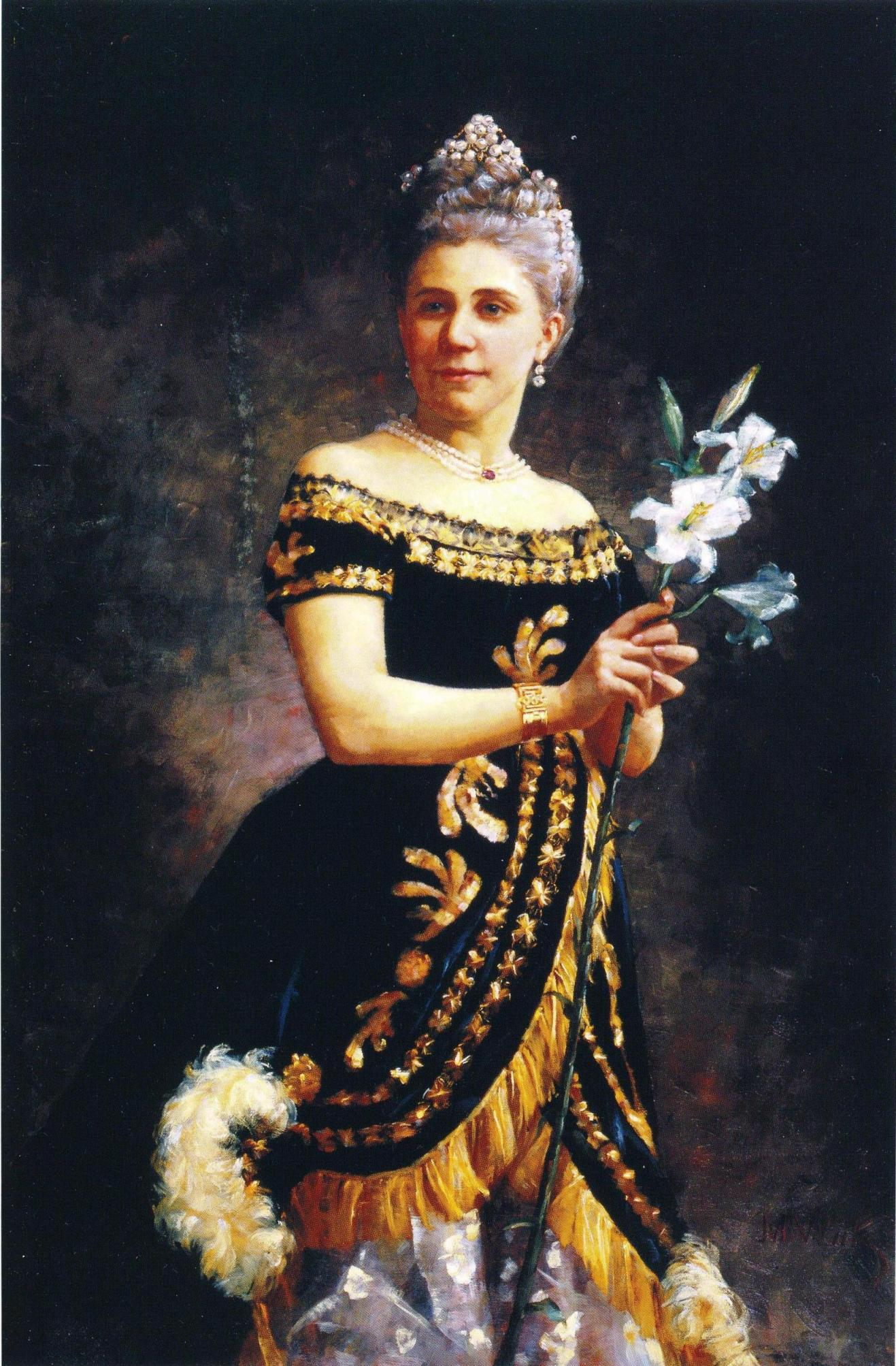
Portrait d'Ida Basilier-Magelssen par Maria Wiik,interprétant Philine dans l'opéra Mignon d'Ambroise Thomas, Finnish National Gallery, 1887.

Ida Basilier est la fille du propriétaire terrien Carl Frederik Basilier et de Gustava Mathilda Garvoli, pianiste. Elle est élevée dans une famille famille passionnée par la musique dans laquelle chacun de ses sept frères et sœurs joue d'un instrument de musique tandis qu'elle se concentre sur le chant. Ses nièces sont Hilda Flodin et Fanny Flodin.
Après une formation auprès d'Émilie Mechelin à Helsinki, à l'âge de 20 ans, elle part à Paris où elle étudie pendant trois ans grâce à une bourse d'état. Elle chante pour Napoléon III et l'impératrice Eugénie avant de poursuivre ses études à Saint-Pétersbourg et en Allemagne. Elle fait ses débuts lors d'un concert à Helsinki en 1868. En novembre 1870, elle joue Leonora dans Il trovatore dans le premier opéra à être joué en finlandais.
Dans les années 1870, elle se produit dans des opéras en Finlande où, avec Emmy Achté, elle est l'une des principales attractions, mais elle prend également de l'importance en Suède (1876) et en Grande-Bretagne (1877). Ses rôles clés comprennent Zerlina dans Don Giovanni, Rosina dans Le Barbier de Séville, Norina dans Don Pasquale, Violetta dans La Traviata et Maragrata dans Faust. Elle a joué dans quelque 700 opéras et concerts dans les pays scandinaves sur une période de dix ans, en plus d'apparitions à Paris, Munich et en Angleterre.
En 1878, Basilier se marie avec Johan Magelssen, un Norvégien qui était rédacteur en chef d'Aftenposten, et déménage en Norvège où elle se produit dans plusieurs opéras à Kristiania (Oslo) et travaille comme professeur de chant au Conservatoire de musique d'Oslo,. Ils auront une fille Aja Basilier-Magelssen (1879-1962).
Ida Basilier-Magelssen meurt à Hegra, en Norvège, 23 mai 1928.